# Landtagswahl in Südtirol 1968
Die Südtiroler Landtagswahl 1968 fand am 17. November 1968 als Wahl zum Regionalrat Trentino-Südtirol statt. Formalrechtlich erfolgte die Wahl zum Regionalrat in zwei getrennten Wahlkreisen, von denen einer dem Gebiet der untergeordneten Provinz Bozen, einer dem Gebiet der untergeordneten Provinz Trient entsprach. Im Wahlkreis der Provinz Bozen wurden 25 Abgeordnete zum Regionalrat gewählt, in der Provinz Trient 27 Abgeordnete. Mit ihrer Wahl in den 52 Mandate umfassenden Regionalrat wurden die Abgeordneten des Wahlkreises Bozen gleichzeitig Mandatare des Südtiroler Landtags, jene des Wahlkreises Trient hingegen Abgeordnete zum Trentiner Landtag. 
Die VI. Legislaturperiode begann am 13. Dezember 1968 und endete am 12. Dezember 1973. Am 17. Februar 1969 wählte der Landtag die Südtiroler Landesregierung (Kabinett Magnago III).

## Wahlergebnis
- Partito Comunista Italiano/Partito Socialista di Unità Proletaria: 1
- Partito Socialista Italiano/Partito Socialista Democr. Italiano: 2
- Südtiroler Volkspartei: 16
- Democrazia Cristiana: 4
- Partito Liberale Italiano: 1
- Movimento Sociale Italiano: 1

| Partei                                                              | Stimmenanzahl | Prozent | Mandate |
| ------------------------------------------------------------------- | ------------- | ------- | ------- |
| Südtiroler Volkspartei                                              | 137.982       | 60,69 % | 16/25   |
| Democrazia Cristiana                                                | 29.596        | 14,4 %  | 4/25    |
| Partito Socialista Italiano/Partito Socialista Democratico Italiano | 16.328        | 7,18 %  | 2/25    |
| Partito Comunista Italiano/Partito Socialista di Unità Proletaria   | 13.569        | 5,97 %  | 1/25    |
| Movimento Sociale Italiano                                          | 11.059        | 4,86 %  | 1/25    |
| Partito Liberale Italiano                                           | 5.872         | 2,58 %  | 1/25    |
| Soziale Fortschrittspartei Südtirols                                | 5.332         | 2,35 %  | 0/25    |
| Partito Repubblicano Italiano                                       | 2.733         | 1,20 %  | 0/25    |
| Partito Autonomista Trentino Tirolese                               | 1.740         | 0,77 %  | 0/25    |

## Historische Bedeutung
Mit der sechsten Legislaturperiode des Südtiroler Landtags wurde die maximale Dauer der Gesetzgebungsperiode von vorher vier Jahren auf fünf Jahre angehoben. Diese Neuerung wurde noch während der laufenden Amtszeit des Landtags eingeführt, nachdem 1971 im italienischen Parlament das Zweite Autonomiestatut für Südtirol verabschiedet worden war, was in den Folgejahren eine Aufstockung der Gesetzgebungskompetenzen des Landtags und einen damit einhergehenden Bedeutungsgewinn desselben nach sich zog.